# Sequoia Nagamatsu
Sequoia Nagamatsu és un novel·lista, escriptor de contes i professor estatunidenc. És l'autor de la novel·la Fins on ens elevem en la foscor, finalista del premi Ursula K. Le Guin.

## Vida personal
Nagamatsu va rebre una llicenciatura en arts en antropologia pel Grinnell College i un màster en belles arts en escriptura creativa per la Southern Illinois University.
Nagamatsu es va criar a Oahu i San Francisco i va assistir a la Pinewood School, una escola secundària privada a Los Altos Hills, on va començar el seu interès per l'escriptura creativa. Actualment viu a Minneapolis, Minnesota amb la seva dona, Cole Nagamatsu, el seu gat, Kalahira, un gos Fenris i un gos robòtic Sony Aibo anomenat Calvino. Té arrels japoneses i va viure a la ciutat de Niigata, Japó durant uns dos anys abans d'assistir a l'escola de postgrau.

## Carrera
Nagamatsu ha fet classes al College of Idaho, a la Southern Illinois University i al Martha's Vineyard Institute of Creative Writing.
A part d'escriure, Nagamatsu abans fou coeditor de la Psychopomp Magazine juntament amb la seva dona i és professor associat d'anglès al St. Olaf College, on imparteix cursos d'escriptura i escriptura creativa de primer any.

## Obra

### Novel·les
- Where We Go When All We Were Is Gone (2016) [traduït al català com Fins on ens elevem en la foscor, Sembra llibres, 2024 (trad. Edgar Cotes)][8]
- How High We Go in the Dark (2022)

### Contes seleccionats
- «Grave Friends», 2020, publicat a The Iowa Review[9]
- «Elegy Hotel»,", 202, publicat a The Southern Review[10]
- «Where We Go When All We Were is Gone», 2015 publicat a Green Mountain Reviews[11]
- «The Return to Monsterland», 2015, publicat a Conjunctions[12]